# Rue Lheureux
La rue Lheureux est une voie située dans le quartier de Bercy du 12e arrondissement de Paris.

## Situation et accès
La rue Lheureux, située à proximité de Bercy Village, est accessible par la ligne de métro 14 à la station Cour Saint-Émilion.

## Origine du nom
Elle tient son nom de l'architecte Louis-Ernest Lheureux (1827-1898), qui réalisa les halles à vin de Bercy au XIXe siècle.

## Historique
La rue est à l'emplacement d'une caserne de cavalerie supprimée vers 1880 lors de l'extension des entrepôts de Bercy jusqu'en bordure de la gare de la Rapée. Cette caserne avait été établie sur une partie de l'ancien parc du pavillon Pâté Pâris dont les terrains  avaient été vendus à l'Ėtat en 1825.
La voie est créée dans le cadre de l'aménagement de la ZAC de Bercy à la suite de la suppression des entrepôts sous  le nom provisoire de « voie CB/12 » et prend sa dénomination actuelle par arrêté municipal du 31 janvier 1994.

## Bâtiments remarquables
La rue longe le musée des Arts forains.
Au no 8 commence la rue des Mâconnais et au no 16 la rue de Thorins, voies privées.